# Khởi nghĩa Bạch Liên giáo
Khởi nghĩa Bạch Liên giáo ở (các tỉnh) Xuyên, Sở (chữ Hán: 川楚白莲教起义, Xuyên Sở Bạch Liên giáo khởi nghĩa), thường gọi là Khởi nghĩa Bạch Liên giáo, nhà Thanh gọi là loạn Xuyên Sở giáo (川楚教乱, Xuyên Sở giáo loạn) (năm 1796-1804) là sự kiện nổi dậy vũ trang của giáo đồ Bạch Liên giáo ở các tỉnh Tứ Xuyên (gọi tắt là Xuyên), Thiểm Tây (Thiểm), Hà Nam (Dự) và Hồ Bắc (Sở hay Ngạc), chủ yếu là Tứ Xuyên và Hồ Bắc, chống lại chính quyền nhà Thanh vào đầu đời Gia Khánh.

## Bối cảnh
Khu vực giáp ranh của 3 tỉnh Xuyên, Sở, Thiểm là một dải rừng nguyên sinh um tùm, trở thành nơi tụ tập của những lưu dân bị bức bách phải rời bỏ đất đai của mình. Những năm Càn Long thứ 37, 38 (1772, 1773), số dân đói của 2 tỉnh Xuyên, Sở đến đây tìm cái ăn lên đến mấy chục vạn. Lại thêm lưu dân từ các tỉnh Hà Nam, An Huy, Giang Tây, tổng số không dưới trăm vạn. Gặp phải đất đai cằn cỗi, khí hậu khắc nghiệt, lưu dân ngoài việc cày cấy, còn phải tìm việc trong các xưởng nghề mộc, rèn, giấy,... thu về khoản tiền công ít ỏi, làm kế sinh nhai. Bọn họ không chỉ chịu sự bóc lột của chủ đất, chủ xưởng còn phải sự nhũng nhiễu của sai dịch, thầy kiện,... cuộc sống cực kỳ khó khăn. Những lưu dân trong cơn tuyệt vọng này trở thành đối tượng truyền bá của Bạch Liên giáo.
Bạch Liên giáo là tông giáo bí mật hoạt động chủ yếu vào đời Minh – Thanh, sùng phụng Vô sanh lão mẫu  và Di Lặc phật, lấy "真空家乡,无生老母" (Hán Việt: Chân không gia hương, Vô sanh lão mẫu) làm chân quyết 8 chữ, cho người ta chỗ dựa về mặt tinh thần, đối với hoàn cảnh khổ sở của lưu dân mà nói, có sức hấp dẫn rất lớn, nên người gia nhập ngày một nhiều.
Cuối đời Càn Long, mâu thuẫn xã hội trở nên gay gắt. Quan lại, địa chủ, phú thương kiêm tính phần lớn đất đai. Dân số tăng nhanh, đất canh tác không đủ, nhu cầu lương thực trở nên bức thiết, dân đói ngày càng nhiều. Lại thêm giai cấp thống trị phong kiến sanh hoạt xa xỉ, tham quan ô lại hoành hành, tâm lý bất mãn ngày một dâng cao, nội dung tuyên truyền của Bạch Liên giáo cũng theo đó tăng thêm nhiều yếu tố phản kháng hiện thực. Năm Càn Long thứ 39 (1774), giáo thủ Phàn Minh Đức tại Hà Nam trong bài giảng đã nói với các giáo đồ về mạt kiếp niên (tạm dịch: năm tận thế), cần phải hoán kiền khôn, hoán thế giới (tạm dịch: thay đổi trời đất, thay đổi thế giới). Ít lâu sau, bọn Lưu Tùng, Lưu Chi Hiệp, Tống Chi Thanh tại các nơi Hồ Bắc, Tứ Xuyên, An Huy trong lúc truyền giáo, lại nói đến Di Lặc chuyển thế, đương phụ Ngưu Bát (tạm dịch: Di Lặc ra đời, đang giúp Ngưu Bát. Ngưu (牛) Bát (八) tức là chữ Chu (朱) viết tách ra, ám chỉ hậu duệ nhà Minh), tuyên xưng hoàng thiên tương tử, thương thiên tương sanh (tạm dịch: trời vàng sắp chết, trời xanh sắp sinh), gia nhập giáo thì có thể miễn được tai vạ "nước lửa đao binh". Sau khi nhập giáo, "người trong giáo sẽ thu lấy gia tài, chia đều cho mọi người"; giáo đồ đã quen thì "mặc áo ăn cơm, không phân ngươi - ta", ngoài ra còn có những giáo điều như "có vạ cùng cứu, có nạn cùng chết", "không giữ một đồng (tiền) (vẫn) có thể đi khắp thiên hạ",... Đây là những khẩu hiệu tuyên truyền phù hợp với yêu cầu bình quân, bình đẳng và được giúp đỡ của những người nghèo, còn thỏa mãn nguyện vọng phản kháng cầu sanh của bọn họ. Nhờ vậy, Bạch Liên giáo đã phát triển một thế lực lớn mạnh, rồi tiến đến ý đồ khởi nghĩa vũ trang.

## Quá trình
Năm Càn Long thứ 60 (1795), giáo thủ các nơi ở Hồ Bắc bí mật bàn bạc vào ngày Thìn tháng Thìn năm Thìn (ngày 10 tháng 3 năm sau) cùng khởi sự, cho phép giáo đồ chuẩn bị vũ khí và đạn dược. Việc này bị phát giác, chính quyền nhà Thanh mượn danh nghĩa diệt trừ Tà giáo, một lượng lớn giáo thủ, giáo đồ bị bắt và ngộ hại, trong khi quan viên địa phương cũng mượn danh nghĩa tìm bắt Tà giáo, nhũng nhiễu dân chúng: "không kể giáo đồ hay không phải giáo đồ, mà xem nộp tiền hay không nộp tiền", "không thỏa ham muốn, lập tức vu là Tà giáo mà trị tội". Giáo thủ các nơi bèn lấy "Quan bức dân phản" làm khẩu hiệu, kêu gọi giáo đồ tiến hành phản kháng.
Ngày 7 tháng 1 năm Gia Khánh đầu tiên (15/2/1796), bọn thủ lĩnh Trương Chánh Mô, Niếp Kiệt Nhân ở một dải Nghi Đô, Chi Giang thuộc Hồ Bắc bị quan phủ lùng bắt gắt gao, bèn dựng cờ khởi nghĩa. Giáo đồ các huyện Trường Dương, Lai Phượng, Đương Dương, Trúc Sơn nối nhau hưởng ứng. Ngày 10 tháng 3, dưới sự lãnh đạo của bọn Vương Thông Nhi, Diêu Chi Phú, giáo đồ khu vực Tương Dương nổi dậy. Các lộ quân khởi nghĩa không hỗ trợ lẫn nhau, đều tự tiến hành tác chiến, những nơi chiếm cứ sơn trại hoặc huyện thành, phần nhiều bị quân Thanh đánh phá. Chỉ có quân khởi nghĩa Tương Dương thực hiện sách lược tác chiến lưu động đi không gói ghém lương thực, dừng không giăng trải màn chiếu, đồng đảng không có điều lệnh, tàn hại đến mấy ngàn dặm, lực lượng phát triển rất nhanh, trở thành chủ lực của quân khởi nghĩa Hồ Bắc. Dưới ảnh hưởng của khởi nghĩa Bạch Liên giáo Hồ Bắc, giáo đồ Bạch Liên ở các nơi Tứ Xuyên nhao nhao hưởng ứng. Tháng 9, bọn Đạt Châu giáo thủ Từ Thiêm Đức, Đông Hương (nay là Tuyên Hán, Tứ Xuyên) giáo thủ Vương Tam Hòe, Lãnh Thiên Lộc đều dựng cờ khởi nghĩa.
Đầu năm thứ 2 (1797), quân khởi nghĩa Tương Dương triển khai chiến thuật tác chiến lưu động với quy mô lớn hơn, chuyển đến chiến đấu ở Hồ Bắc, Tứ Xuyên, Hà Nam, Thiểm Tây, sau đó chia làm 3 đạo tiến vào Tứ Xuyên, quân Thanh chỉ biết tất tả đuổi theo ở phía sau. Tháng 7, quân khởi nghĩa Tứ Xuyên bị quân Thanh vây khốn, quân khởi nghĩa Tương Dương đến kịp giải vây, tại Đông Hương cùng quân khởi nghĩa Tứ Xuyên hội sư. Các lộ quân khởi nghĩa quân đặt ra phân hiệu xanh, vàng, lam, trắng, thiết lập các chức vụ Chưởng quỹ, Nguyên soái, Tiên phong, Tổng binh,... nhưng không thể liên kết thành một khối thống nhất, mà các cánh nghĩa quân vẫn tự tiến hành tác chiến, hành động phân tán. Tổng binh Đức Lăng Thái đề xuất lên triều đình xin thực hiện biện pháp xây dựng đồn bảo nhằm khống chế nghĩa quân, bọn thân sĩ Lương Hữu Cốc dựng bảo, tổ chức đoàn luyện, (nên) giặc không thể phạm, bảo hộ hơn 10 vạn người ở hương, làng. Do các cánh nghĩa quân hoạt động không thống nhất, lại không có cách gì giúp đỡ lẫn nhau, nên bị các đạo quân triều đình của Thiểm Cam Tổng đốc Dương Ngộ Xuân, Tổng binh Đức Lăng Thái, Thắng Bảo đánh phá.
Tháng 3 năm thứ 3 (1798), quân khởi nghĩa Tương Dương tại Vân Tây, Thập Yển, Hồ Bắc bị quân Thanh bao vây, thủ lĩnh Vương Thông Nhi, Diêu Chi Phú nhảy khỏi vách núi tự sát, tàn dư khởi nghĩa vẫn tiếp tục đấu tranh.
Quân khởi nghĩa Tứ Xuyên cũng chịu tổn thất nặng nề. Nhưng từ tháng 3 năm thứ 5 (1800) về trước lại là giai đoạn phát triển lớn mạnh nhất của nghĩa quân, được nhân dân các nơi giúp đỡ, đến nơi nào cũng có nhà cửa để nghỉ ngơi, có thức ăn áo mặc, đạn dược để tiếp tế nhiều lần đánh bại quan quân. Từ sau chiến dịch gò Mã Đề (nay là thôn Mã Đề Cương, hương Tân Hưng, thành phố cấp huyện Giang Du, thành phố Miên Dương, Tứ Xuyên) vào tháng 4 năm thứ 5, nghĩa quân bắt đầu tụt dốc, quân số từ chục vạn giảm xuống còn vài vạn, phần nhiều tướng lĩnh trọng yếu nối nhau hi sinh. Sách lược kiên bích thanh dã (tạm dịch: tường chắc, đồng trống) cùng trại bảo đoàn luyện cũng dần phát huy tác dụng. Thông qua việc xây dựng trại bảo, lệnh cho trăm họ dời nhà vào đấy, đưa theo tất cả lương thảo của dân chúng, lại huấn luyện tráng đinh, tiến hành phòng thủ; từ đó cắt đứt mối liên hệ giữa nghĩa quân với nhân dân, khiến cho nghĩa quân hết cách tiếp cận nguổn bổ sung nhân lực và vật lực, ngày càng kiệt quệ. Từ nửa cuối năm thứ 6 (1801), nghĩa quân hoạt động chủ yếu trong phạm vi giáp ranh của 3 tỉnh Xuyên, Sở, Thiểm, chuyển sang chiến đấu trong vùng rừng già Vạn Sơn, lực lượng không quá 24000 người, mà quân Thanh vây tiễu ngày càng gắt gao. Nghĩa quân kiên trì chiến đấu, đến tháng 9 năm thứ 9 (1804), đành chấp nhận thất bại.

## Ảnh hưởng
Nhà Thanh đã điều động mấy chục vạn quân từ 16 tỉnh để trấn áp cuộc nổi dậy, hơn 10 võ quan cao cấp như Đề đốc, Tổng binh và hơn 400 võ quan trung cấp từ Phó tướng trở xuống tử trận. Theo thống kê, triều đình nhập siêu hơn 200000 lạng bạc trắng, tương đương thu nhập 5 năm tài chánh của quốc khố, khiến cho quốc khố trống rỗng. Trong chiến dịch Xuyên Sở, xét chư tướng tụ tập ăn uống, vốn thâm hụt một khoảng lớn, như cua cá hải sản 30, 40 loại, còn chi phí khao thưởng cho cấp dưới thì không tính nổi. Phàm những nơi màu mỡ, các chợ búa đầy ngọc ngà gấm lụa thì việc biếu xén, hối lộ, đánh bạc,... phung phí như bùn đất. Bởi sự hủ bại không thể cứu vãn của các lực lượng chính quy Bát Kỳ, Lục Doanh, nhà Thanh buộc phải dựa vào đoàn luyện địa phương để trấn áp cuộc khởi nghĩa.
Loạn Xuyên Sở giáo nổ ra đã đẩy nhà Thanh đi bước đầu tiên trên con đường suy bại. Không lâu sau, các tỉnh Trực Lệ, Hà Nam, Sơn Đông... phát sinh biến cố Quý Dậu dưới sự lãnh đạo của Thiên Lý giáo.